# Gau Hessen-Nassau
Il Gau Hessen-Nassau fu una divisione amministrativa della Germania nazista dal 1933 al 1945. Fu costituita dalla fusione di due Gaue separati che comprendevano lo Stato Popolare d'Assia e le parti meridionali della provincia prussiana di Assia-Nassau che furono, dal 1927 al 1933, le suddivisioni regionali del partito nazista in quelle aree. 

## Storia
Il sistema di Gau (plurale Gaue) fu originariamente istituito in una conferenza del partito il 22 maggio 1926, al fine di migliorare l'amministrazione della struttura del partito. Dal 1933 in poi, dopo la presa del potere nazista, i Gaue sostituirono sempre più gli stati tedeschi come suddivisioni amministrative in Germania.
Alla testa di ogni Gau si trovava un Gauleiter, una posizione che divenne sempre più potente, soprattutto dopo lo scoppio della seconda guerra mondiale. I Gauleiter locali erano incaricati della propaganda e della sorveglianza e, dal settembre 1944 in poi, del Volkssturm e della difesa del Gau.
La posizione di Gauleiter in Assia-Nassau fu detenuta da Jakob Sprenger per tutta la storia del Gau. Sprenger e sua moglie si suicidarono in Tirolo il 7 maggio 1945, dove si erano nascosti.